# 上海二年展
上海二年展（中国語：上海双年展）は、中国の上海美術館で二年おきに行われる展覧会（ビエンナーレ）。2012年からは黄浦江沿いの発電所を改装した上海当代芸術博物館（上海現代美術館）に会場を移している。
2000年に開催された第三回に日本から清水敏男をコミッショナーとして招請して国際的な現代美術の展示を初めて導入し、ベネチアビエンナーレの様な国際的な現代美術展の一つを目指して開催されるようになった。
2002年の第四回も日本から長谷川祐子が共同コミッショナー(コ・コミッショナー)として企画の中心的な役割を果たすなど日本との関係も深い国際展の一つである。

## 年次
- 第一回1996年
- 第二回1998年
- 第三回2000年　主題：「海上・上海」
- 第四回2002年
- 第五回2004年
- 第六回2006年　主題：「超设计」
- 第七回2008年　主題：「快城快客（トランス・ローカル・モーション）」